# Oncidium hookeri
Oncidium hookeri é uma pequena espécie epífita com pseudobulbos alongados de 10 centímetros de altura. Folhas aplongas de 15 centímetros de comprimento. Inflorescências finas e ramificadas e com poucas flores. Flor de três centímetros de diâmetro com labelo espatular de cor amarela. Sépalas de cor marrom bronzeada e zonas amarelas. Espécie decorativa que floresce na primavera.